# Kick Off (serie)
Kick Off (lett. "calcio d'inizio") è una popolare serie di videogiochi di calcio per home computer, iniziata nel 1989 e arrivata anche su altre piattaforme fino al 2002.

## Storia
Nel luglio 1989 viene pubblicato, da parte di Anco, la prima versione di Kick Off. Sviluppata da Dino Dini per Amiga e Atari ST, sebbene presentasse diverse similitudini con Microprose Soccer, uscito qualche mese prima, la sua maggiore accuratezza lo farà accogliere molto bene da pubblico e critica. Il seguito, Kick Off 2, ebbe ancora più successo, dimostrato dal grande numero di espansioni prodotte. Nel 1992 Kick Off 3 era in cantiere, ma il gioco non fu realizzato in questa forma, poiché Dino Dini abbandonò la Anco per la Virgin Games, ove sviluppò Goal!, (1993). Goal! presentava delle caratteristiche di gioco simili a Kick Off 2, ma anche la possibilità di effettuare il passaggio di prima, come nella serie "rivale" Sensible Soccer; inoltre possedeva un sistema di menù ed opzioni più avanzato. Il gioco ricevette buone critiche, ma non ebbe la stessa celebrità di Kick Off 2.
La Anco, nel corso degli anni, ha continuato la serie con scarso successo, pubblicando prima Kick Off 3 (1994, sviluppato da Steve Screech), gioco totalmente diverso da Kick Off 2; quindi vengono realizzati alcuni titoli tridimensionali, sull'onda della celebre serie Fifa: Kick Off 96 (in occasione dei europei del 1996), Kick Off 97, Kick Off 98 (in occasione dei mondiali del 1998), e Kick Off World per PlayStation. Nel 2002 è stato infine pubblicato Kick Off 2002, un remake di Kick Off 2 dotato di grafica migliorata.
Nel 2017 esce il seguito non ufficiale AfterTouch Soccer, sviluppato dal team di Kick Off World in collaborazione con l'autore delle grafiche originali Steve Screech, che ne ha autorizzato l'uso della grafica originale.

## Serie
- Kick Off (1989)
  - Kick Off Extra Time (1989, espansione)
- Franco Baresi World Cup Kick Off (1990, edizione mondiali di Kick Off)
- Kick Off 2 (1990)
  - Kick Off 2 World Cup 90 (1990, versione con i Mondiali 1990)
  - Kick Off 2 Extended Version (1990, versione migliorata per Amiga dotati di 1MB di RAM)
  - Kick Off 2: Giants of Europe (1990, espansione che aggiunge 32 squadre europee)
  - Kick Off 2: The Final Whistle (1991, espansione che aggiunge il fuorigioco)
  - Kick Off 2: Return To Europe (1991, espansione che aggiunge le competizioni europee per club)
  - Kick Off 2: Winning Tactics (1991, espansione che aggiunge nuove tattiche)
  - Kick Off 2: Super League (1991, espansione mai pubblicata)
  - Kick Off 2: Maths Disk (1991, espansione mai pubblicata)
- Kick Off 3 (1994)
- Kick Off 96 (1996)
- Kick Off 97 (1997)
- Kick Off 98 (1997)
- Kick Off World (1998)
- Kick Off 2002 (2002)

AfterTouch Soccer (2017) è un seguito amatoriale.
Il videogioco arcade Kick Off prodotto dalla Jaleco nel 1988 non ha alcun legame con la serie.